# علامة فون براون-فرنالد
علامة فون براون-فرنالد (بالإنجليزية:  Von Braun-Fernwald's sign)‏، هي علامة سريرية تُظهر تليّن وتضخم غير منتظم في قاع الرحم أثناء شهور الحمل الأولى حيث يحدث في الفترة ما بين الشهر الخامس والثامن من الحمل.
سميت العلامة باسم طبيب التوليد النمساوي كارل فون براون-فرنالد.